# Église Saint-Aignan de Saint-Aignan (Ardennes)
L'église Saint-Aignan est une église située à Saint-Aignan, en France.

## Localisation
L'église est située sur la commune de Saint-Aignan, dans le département français des Ardennes.

## Historique
L'édifice est inscrit au titre des monuments historiques en 1986.